# Убийство Ирины Фарион
Убийство украинской политической и общественной деятельницы, филолога Ирины Фарион произошло вечером 19 июля 2024 года в 19:30 (GMT+3) во Львове. Неизвестный мужчина на улице выстрелил в голову Фарион, она была госпитализирована и в 23:30 по местному времени скончалась в больнице. Возбуждено уголовное дело. Спустя несколько дней после начала розыскных действий был задержан подозреваемый.

## Личность убитой
Ири́на Дми́триевна Фарио́н (укр. Ірина Дмитрівна Фаріон; 29 апреля 1964, Львов — 19 июля 2024, там же) — украинская политическая и общественная деятельница. Украинская националистка, член ультраправой партии «Свобода», депутат Верховной Рады (2012—2014) от одномандатного избирательного округа № 116 в Львовской области. Доктор филологических наук (2015), профессор Национального университета «Львовская политехника» (1991—2023).
В разгар российско-украинской войны и до её начала была известна своими резкими высказываниями о русском языке и российской культуре. Также известна своей научной, общественной и просветительской деятельностью по защите и продвижению украинского языка.

## Ход событий
19 июля 2024 года около 19:30 по местному времени Ирина Фарион находилась на улице Масарика возле дома, в котором расположена её квартира. По словам свидетелей, она вышла из здания, затем к ней подбежал некий человек в перчатках и с пистолетом, один раз выстрелил в голову и  убежал. Стрелок использовал пистолет без глушителя. При расследовании убийства следователи обнаружили гильзу от оружия, из которого вёлся огонь.
Пуля попала Фарион в висок. В 20:00 по местному времени пострадавшую в крайне тяжелом состоянии забрали медработники в больницу Святого Пантелеймона Первого медобъединения Львова. В это же время о покушении на Фарион стало известно в социальных сетях. В больнице она немедленно подверглась операции, закончившейся в 21.40, после чего была переведена в отделение реанимации. По словам врачей, Фарион пребывала в глубокой мозговой коме, и, несмотря на все усилия, спустя три с половиной часа после госпитализации, в 23:30, скончалась, не приходя в сознание.

### Похороны
Похороны Ирины Фарион состоялись 22 июля 2024 года. Во время их проведения попрощаться с ней пришли несколько тысяч человек у Гарнизонного храма святых апостолов Петра и Павла во Львове, где её провожали в последний путь. Похоронена на львовском Лычаковском кладбище.

## Расследование преступления
Спустя несколько часов после официальных заявлений МВД Украины о покушении на Фарион Национальная полиция Украины возбудила уголовное дело, вначале по статье «Покушение», затем переквалифицировав его по части 1 статьи 115 УК Украины «Умышленное убийство».

### Версии
МВД Украины рассматривало две основные версии мотива для убийства Фарион — личная неприязнь и общественно-политическая деятельность убитой. Министр внутренних дел Украины Игорь Клименко заявил в своём Telegram-канале, что в деле могут быть найдены следы наёмного убийства или даже «российский след».

### Подозреваемый
По словам жителей дома погибшей, в течение нескольких предшествовавших убийству недель возле их дома появлялся подозрительный молодой человек, который подходил к дому утром, садился на скамейку напротив подъезда Фарион и так сидел до вечера. СМИ опубликовали его фото, на котором видно, что, несмотря на летнюю жару, он носил чёрную панамку, чёрные лыжные очки, спортивные штаны и кофту с надетой поверх неё красной футболкой с надписью Los Angeles.
Глава МВД Украины Игорь Клименко в дальнейшем подтвердил, что этот человек является главным подозреваемым в убийстве Фарион. 23 июля 2024 года полиция Украины опубликовала приметы подозреваего в убийстве: возраст около 20 лет, рост до 180 см, худощавое телосложение.

#### Манифест
24 июля 2024 года в закрытом телеграм-канале «Oderint dum metuant», связанном с российской неонацистской организацией National-Socialism / White Power (NS/WP) был опубликован «Манифест украинского автономного революционного расиста», автор которого взял на себя ответственность за убийство Фарион, заявив: «Я беру на себя ответственность за ликвидацию врага Украины и расовой предательницы Ирины Фарион, мы доберемся до врагов украинцев и всей расы в целом!». Также на канале «Oderint dum metuant» было опубликовано видео, снятое во дворе дома Фарион, на котором был слышен женский крик.
Манифест был написан на русском языке. Свои действия автор манифеста мотивировал тем, что по его словам, Фарион «разжигает ненависть по языковому признаку внутри украинского общества». Также он заявлял: «В первую очередь хочу всех воинов поблагодарить за оборону Украины. Я вам мешать не собираюсь, а наоборот — стараюсь для вашего блага. Пока вы боретесь с внешним врагом, я борюсь со внутренним».
NS/WP была известна своими радикальными действиями на территории России. В 2000-х годах представители этого движения совершали множество нападений на мигрантов, выходцев из Кавказа и цыган. Однако с 2014 года про деятельность этой организации практически ничего не было известно. В 2021 году Верховный суд России признал движение террористической организацией, а с апреля 2022 года ФСБ заявляла, что представители NS/WP готовили покушения на прокремлёвских российских деятелей, таких как Владимир Соловьев и Маргарита Симоньян. При этом в своих телеграм-каналах представители NS/WP высказывались против российского вторжения в Украину и публиковали видео с поджогами российских военкоматов и автомобилей с символами Z.

#### Задержание
25 июля 2024 года президент Украины Владимир Зеленский сообщил, что в городе Днепр Днепропетровской области силами Национальной полиции Украины и СБУ проведена операция по задержанию подозреваемого; он также заявил, что задача была «непростой» и что все «эти дни над раскрытием убийства работали сотни специалистов». Подозреваемый арестован на 60 суток.
Подозреваемый, Вячеслав Фёдорович Зинченко, проживал с матерью в городе Днепр, его отец служил в ВСУ и находился на фронте. Вячеслав занимался футболом, в том числе участвовал в турнире в поддержку украинской армии «Осень 2022». При этом его отец говорил, что Зинченко был украинским патриотом, прошёл курсы управления БПЛА и намеревался вступить в ВСУ.
Согласно информации украинских журналистов проекта «Телебачення Торонто», у Зинченко имеется аккаунт в Телеграме; этот аккаунт подписан на множество ультраправых каналов, в комментариях упоминается о движении National Socialism/White Power, при этом многие комментарии носят расисткий и антисемитский характер, многие фразы близки к формулировкам «Манифеста украинского автономного революционного расиста».